# Grand Ole Opry

Grand Ole Opry logo

De Grand Ole Opry is een live countrymuziek-radioprogramma dat sinds 1925 vanuit Nashville, Tennessee, wordt uitgezonden door radiostation WSM. Het programma vindt plaats tussen twee en vijf avonden per week, afhankelijk van het seizoen. De Opry werd op 28 november 1925 opgericht door George D. Hay onder de naam WSM Barn Dance en kreeg in 1927 zijn huidige naam. Tegenwoordig is het programma eigendom van en wordt het beheerd door Opry Entertainment, een joint venture van NBCUniversal, Atairos en meerderheidsaandeelhouder Ryman Hospitality Properties. De Grand Ole Opry geldt als de langstlopende radiouitzending in de geschiedenis van de Verenigde Staten.
De Grand Ole Opry is gewijd aan het eren van de geschiedenis en de ontwikkeling van countrymuziek. Tijdens de uitzendingen treden zowel gevestigde artiesten als hedendaagse sterren op, met uitvoeringen in genres als country, bluegrass, Americana, folk en gospel. Ook zijn er komische optredens en sketches. Jaarlijks trekt de Opry honderdduizenden bezoekers uit binnen- en buitenland en miljoenen luisteraars via radio en internet.

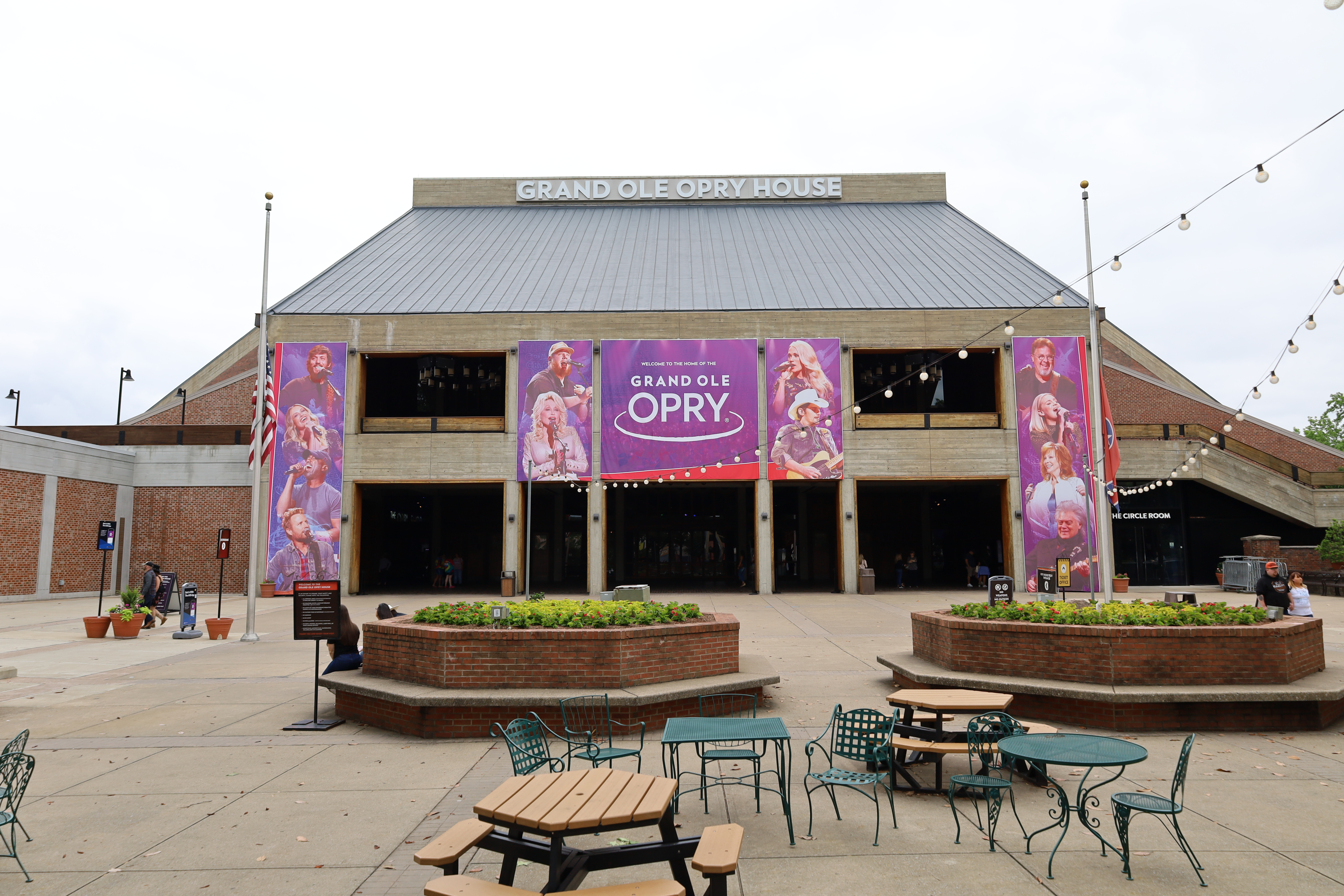
Grand Ole Opry House (2022)

In de jaren 1930 begon het programma professionele artiesten aan te trekken en werd de duur uitgebreid naar vier uur. Met een zendvermogen van 50.000 watt groeide de Opry uit tot een zaterdagavondtraditie die hoorbaar was in bijna dertig Amerikaanse staten. In 1939 werd het programma landelijk uitgezonden via NBC Radio. In 1943 verhuisde de Opry naar het befaamde Ryman Auditorium, waarmee het programma verder aan betekenis won. Parallel daaraan ontwikkelde Nashville zich tot de hoofdstad van de countrymuziek in de Verenigde Staten. De prominente positie van de Grand Ole Opry binnen de stad wordt onderstreept door de vermelding van de Opry op de welkomstborden aan de grenzen van Metro Nashville/Davidson County.
Het lidmaatschap van de Grand Ole Opry wordt beschouwd als een van de hoogste onderscheidingen binnen de countrymuziek. Sinds de oprichting zijn meer dan 225 artiesten lid geweest van de Opry, terwijl er duizenden countryartiesten actief zijn geweest. In 2024 telt de Grand Ole Opry ongeveer 75 actieve leden. Volgens American Songwriter is het lidmaatschap "een van de hoogste onderscheidingen binnen de countrymuziekgemeenschap".